# Anopheles laneanus
Anopheles laneanus este o specie de țânțari din genul Anopheles, descrisă de Correa și Nelson Leander Cerqueira în anul 1944. Conform Catalogue of Life specia Anopheles laneanus nu are subspecii cunoscute.